# Die Botanik der Begierde
Die Botanik der Begierde. Vier Pflanzen betrachten die Welt (englischer Originaltitel: The Botany of Desire: A Plant’s-Eye View of the World) ist ein im Jahr 2001 erschienenes Buch über Ethnobotanik und Pflanzenzucht von Michael Pollan, einem US-amerikanischen Journalisten. Er beschreibt am Beispiel der Züchtung von vier Pflanzen menschliche Begierden, wobei er der Tulpe die Schönheit, der Hanfpflanze den Rausch, dem Apfel die Süße und der Kartoffel die Kontrolle zuordnet.

## Inhalt
Das Buch ist, wie oben beschrieben, in vier Abschnitte unterteilt:

### Kapitel eins: Der Apfel
Im ersten Kapitel beschreibt Pollan die Geschichte von Johnny Appleseed, der mit vielen Apfelkernen im Gepäck von Pennsylvania nach Ohio reiste und viele Apfelbäume pflanzte. Er war Amerikas erster Umweltschützer und engagierte sich für Amerikas spätere Lieblingsfrucht, den Apfel. Der Apfel ersetzt Bier, Wein und auch Tee und Wasser an der amerikanischen Frontier.

### Kapitel zwei: Die Tulpe
Im zweiten Kapitel des Buches beschreibt Pollan die Anmut und Verletzlichkeit der Tulpe, der jüngsten der kanonischen Blumen, was er als den wahrscheinlichen Grund dafür ansieht, warum die Holländer Gefallen an ihr fanden. Das Kapitel erzählt vom Diebstahl einer der ersten Tulpen in Holland und geht dann über zur Tulpenmanie.

### Kapitel drei: Marihuana
Das dritte Kapitel nutzt Pollan, um das Verlangen nach Rausch zu beschreiben, das durch Marihuana gestillt werden kann. Michael Pollan beginnt mit dem Umstand, dass alle Tiere evolutionär den Unterschied zwischen genießbaren und giftigen Pflanzen wahrnehmen können, so dass einige Pflanzen durch ihre Inhaltsstoffe das Bewusstsein der Tiere zu trüben gelernt haben. Pollan beschreibt daher auch die Katzenminze, Schlafmohn und eben Marihuana. Weiter geht er darauf ein, dass die Strafen für Menschen, die Marihuana anbauen, sich zum Zeitpunkt der Fertigung des Buches drastisch verschärft haben.
Zum Ende des Kapitels beschreibt Pollan, wie die Zauberer, Schamanen und Alchemisten die psychoaktiven Pflanzen kennen lernten und verstanden, und geht schließlich auf die Entdeckung des Tetrahydrocannabinols und des Endocannabinoid-Systems ein.

### Kapitel vier: Die Kartoffel
Pollan legt im letzten Kapitel dar, dass die Geschichte der Kartoffel nicht nur eine Geschichte von zuverlässigen Ernten und geordneten Feldern ist, sondern auch der Unvorhersehbarkeit der Pflanze:
Die Bereitschaft der Kartoffel, selbst in den unwirtlichsten Böden zu wachsen, gab der Menschheit ein gewisses Maß an Kontrolle über ihr Schicksal, doch das gelegentliche abrupte Verschwinden der Knolle hat so auch zu verheerenden gesellschaftliche Zusammenbrüchen geführt. So ist die Große Hungersnot in Irland ein warnendes Beispiel für die Gefahren einer wachsenden Monokultur.
Daher stellt Pollan Fragen zur Nahrungsmittelsicherheit:
Werden die Felder der Zukunft weiter zu Monokulturen, die nur durch große Mengen von Pestiziden oder durch gentechnische Veränderung der Pflanzen gegen Schädlinge und Krankheiten geschützt werden können? Oder können wir durch den Erhalt der Vielfalt der Kulturpflanzen das Risiko einer Missernte verringern?

## Ausgaben
- The Botany of Desire. 2001
  - Die Botanik der Begierde. Vier Pflanzen betrachten die Welt. Claassen, München 2002, ISBN 3-546-00309-8